# Paramount Animation
Paramount Animation — американская анимационная студия и подразделение кинокомпании Paramount Pictures. Была основана 6 июля 2011 года.

## История

### Эпоха Брэда Грея (2011—2017)
В июле 2011 года, на волне успеха фильма «Ранго», больших надежд на фильм «Приключения Тинтина: Тайна „Единорога“» и вследствие ухода студии DreamWorks Animation в связи с завершением их дистрибьюторского контракта фильмов «Мадагаскар 3» и «Хранители снов» в 2012 году, Paramount объявила о создании нового анимационного подразделения. Изначально студия планировала выпускать один анимационный фильм в год с максимальным бюджетом в 100 миллионов долларов. Ключевая часть фильмов планировалась создаваться совместно с Nickelodeon, а продвигаться они должны были в тематических парках и отелях Nickelodeon.
В октябре 2011 года «Paramount» назначила бывшего президента студии Walt Disney Feature Animation Дэвида Стейнтона главой студией Paramount Animation. В феврале 2012 года Стейнтон подал в отставку по личным причинам, и президент Paramount Film Group Адам Гудман взял на себя непосредственное руководство студией. Также было объявлено, что мультфильм «Губка Боб в 3D», а также сиквел фильма «Губка Боб Квадратные Штаны» 2004 года, основанный на популярном мультсериале «Губка Боб Квадратные Штаны», является первым фильмом студии и будет выпущен в 2014 году.
В августе 2012 года журнал Variety сообщил, что студия Paramount Animation приступила к разработке нескольких анимационных фильмов в сотрудничестве с Nickelodeon, Мэри Пэрент и Джей Джей Абрамсом. Помимо сиквела Губки Боба, Paramount Animation рассматривала возможность адаптации мультсериалов «Даша-путешественница», «Легенда о Корре» и Monkey Quest. Увеличение производства анимационных фильмов связано с тем, что DreamWorks Animation ведёт переговоры с другими студиями о распространении своих трудов после 2012 года.
31 июля 2013 года студия объявила о разработке новой анимационной франшизы в духе сериала «Трансформеры» под названием «Монстр-траки». Джонатан Айбель и Гленн Бергер должны были написать сценарий фильма, Крис Уэдж был назначен режиссёром фильма, а Мэри Пэрент была назначена продюсером фильма с первоначальной датой выхода фильма на 29 мая 2015 года.
Первый мультфильм «Губка Боб в 3D» вышел 6 февраля 2015 года получил положительные отзывы и имел кассовые сборы, собрав более 325 миллионов долларов по всему миру и став пятым самым кассовым анимационным фильмом 2015 года. В том же месяце «Paramount» уволила Адама Гудмана из-за тонкоплёночного сланца студии и того, что Гудман дал разрешение на кассовые сборы в студии. Paramount анонсировала ещё один фильм о Губке Бобе позже в том же году.
Летом 2015 года Paramount Pictures участвовала в войне торгов против Warner Bros. и Sony Pictures Animation за права на производство мультфильма «Эмоджи фильм» по сценарию Тони Леондиса и Эрика Сигела. Sony выиграла торги в июле и выпустила фильм в 2017 году. Тем летом из Paramount Animation ушла глава студии Боб Бэкон.
В июне 2015 года выяснилось, что испанская киностудия Ilion Animation Studios выиграла войну с другими анимационными студиями за создание трёхмерного анимационного фильма для Paramount Animation, производство которого уже началось с 2014 года. В ноябре 2015 года «Paramount Animation» официально анонсировала проект «Волшебный парк Джун» с бывшим аниматором «Pixar» Диланом Брауном. Студия также анонсировала фильмы «Монстр-траки», «Маленький принц», «Шерлок Гномс» и «Губка Боб в бегах».
4 мая 2016 года Paramount Pictures объявила о подписании соглашения с британской кинокомпанией Locksmith Animation о совместной разработке и совместном производстве трёх оригинальных анимационных проектов, которые будут выпущены под лейблом «Paramount Animation» (с анимацией, созданной компанией DNEG).
Фильм «Монстр-траки» получил смешанные отзывы и потерпел крах, собрав 64,5 миллиона долларов при бюджете 125 миллионов долларов и обошёлся студии в 120 миллионов долларов убытков.
В марте 2017 года Skydance Media заключила многолетнее партнёрство с Ilion Animation Studios, а в июле Skydance анонсировала свои первые два полнометражных анимационных фильма — «Luck» и «Spellbound», которые будут распространяться Paramount Pictures в рамках их сделки с кинокомпанией Skydance. 10 октября 2017 года Билл Дамашке был нанят, чтобы возглавить подразделение в качестве президента по анимации и семейным развлечениям. Но 14 января 2019 года генеральный директор Paramount Animation Мирей Сориа объявила, что они больше не будут работать со Skydance Animation из-за их партнёрства с Джоном Лассетером то время как фильмы «Luck» и «Spellbound» по-прежнему будут выпускаться Paramount, но не под брендом Paramount Animation.

### Эпоха Джима Янопулоса (2017—2021)
В апреле 2017 года Paramount завершила сделку со студией Locksmith Animation. Председателем и исполнительным директором «Paramount» стал Джим Янопулос, который решил, что их проекты не вписываются в другие предстоящие релизы Paramount. Четыре месяца спустя был заключён контракт со студией 20th Century Fox на производство продукции на несколько лет.
В июле 2017 года Paramount Pictures назначила бывшего вице-президента DreamWorks Animation Мирей Сориа президентом студии.
Студия выпустила свой третий фильм «Шерлок Гномс», вышедший 23 марта 2018 года, который стал критическим и финансовым разочарованием, собрав 90,3 миллиона долларов при бюджете в 59 миллионов долларов.
В апреле 2018 года Paramount Pictures назначила бывшего продюсера «Blue Sky Studios» и «Nickelodeon Movies» Рэмси Найто исполнительным вице-президентом студии.
Четвёртый фильм «Волшебный парк Джун», вышел 15 марта 2019 года. Он получил смешанные отзывы и стал кассовым провалом, собрав всего 119,6 миллиона долларов по всему миру при бюджете менее 100 миллионов долларов.
Мультфильм «Губка Боб в бегах» был показан в канадских кинотеатрах 14 августа 2020 года, 4 марта 2021 года в США на Paramount+, а также 5 ноября 2020 года на стриминговом видеосервисе Netflix из-за пандемии COVID-19. Фильм получил неоднозначные отзывы критиков и собрал в мировом прокате всего 4,4 миллиона долларов при бюджете в 60 миллионов долларов.

## Фильмография
| Название                                    | Дата выхода                  | Совместное производство                            | Анимационные сервисы                                   | Режиссёры                |
| ------------------------------------------- | ---------------------------- | -------------------------------------------------- | ------------------------------------------------------ | ------------------------ |
| Губка Боб в 3D                              | 6 февраля 2015               | Nickelodeon Movies United Plankton Pictures        | Rough Draft Korea                                      | Пол Тиббитт Майк Митчелл |
| Монстр-траки                                | 13 января 2017               | Disruption Entertaiment Nickelodeon Movies         | Mr. X Moving Picture Company                           | Крис Уэдж                |
| Шерлок Гномс                                | 23 марта 2018                | Metro-Goldwyn-Mayer Rocket Pictures                | Mikros Image (Лондон и Париж) Reel FX Creative Studios | Джон Стивенсон           |
| Волшебный парк Джун                         | 15 марта 2019                | Nickelodeon Movies Midnight Radio Productions      | Ilion Animation Studios                                | Дилан Браун              |
| Губка Боб в бегах                           | 14 августа 2020 4 марта 2021 | Nickelodeon Movies United Plankton Pictures MRC    | Mikros Image (Монреаль) Mr. X                          | Тим Хилл                 |
| Лига монстров                               | 15 декабря 2021              | WWE Studios Walden Media Reel FX Animation Studios | Reel FX Creative Studios                               | Хэмиш Грайв              |
| Under the Boardwalk                         | 2022                         | New Republic Pictures                              | DNEG                                                   | Дэвид Сорен              |
| Teenage Mutant Ninja Turtles: Mutant Mayhem | 4 августа 2023               | Nickelodeon Movies Point Grey Pictures             | Mikros Image (Монреаль и Париж)                        | Джефф Роу                |
| The Tiger’s Apprentice                      | 19 января 2024               | New Republic Pictures                              | Mikros Image (Париж)                                   | Карлос Баэна             |

No Time To Spy: A Loud House Movie
23 июня 2024
Nickelodeon Movies